# Магнитогорский цирк
Магнитогорский государственный цирк — цирк в Магнитогорске, в современном виде существующий с 1975 года.

## Первый цирк (1931—1966)
Первый (деревянный) цирк Магнитогорска строился одновременно с возведением промышленного комплекса и нового социалистического города и был открыт 11 августа 1931 года. Магнитогорск был одним из четырёх не областных центров СССР, имевших собственный цирк. Цирк был закрыт в 1966 году.
ПОСТАНОВИЛИ: несмотря на имеющиеся перебои в снабжении материалами, здание цирка будет закончено, в основном, 3 июля с таким расчётом, что его можно будет пустить в работу с 5 июля. Учитывая значительную пропускную способность цирка (до 3800 человек в день при двух постановках), что даст возможность культурного обслуживания рабочей массы строительства, просить т. Валернуса (тогдашний управляющий треста «Магнитострой») дать директиву отделу снабжения обеспечить нормальное снабжение материалами… Одновременно немедленно выделить специального человека, ответственного за подготовительную работу и своевременное открытие цирка. Обеспечить по договоренности с соответствующими организациями формирование цирковой труппы.Протокол № 3 Совещания Магнитогорского городского Совета от 17 июня 1931 года
Впервые я попал на представление в цирк в 1940 году. Ходили мы тогда на открытие матчей французской борьбы. По афишам знал многих борцов, некоторых видел на матчах. В схватках борцов был тогда самый эффектный, но и сложный приём «Двойной Нельсон» — бросок через спину с захватом плеча и шеи, с применением контрприёма через мост. Схватки борцов на манеже были украшением цирковых представлений, всегда заканчивались бурными аплодисментами. Зрители аплодировали стоя, а женщины посылали воздушные поцелуи стройным, молодым, красивым борцам. Привлекала тогда не только возможность увидеть прекрасное зрелище — борьбу, но даже и экзотические имена цирковых борцов: Аузони, Альтон, Али-Бурхан, Франк Гуд, Вилли Бур, Василий Буревой, Иван Доменный, Краузе, Масаути, Люксембург, Плясуля, Таганэ, а позже Хаджи-Мурат, Ян Цыган. Цирк помогал расслабиться после изнурительных двенадцатичасовых рабочих смен на производстве.Николай Мефодьевич Колышкин, участник Великой Отечественной войны, ветеран труда
Все знаменитые артисты считали честью выступить именно в цирке. Именно в здании цирка проводились активы, слёты, торжественные собрания. Артисты цирка по тем временам были люди представительные, хорошо одетые, красивые. Мужчины — артисты вызывали большой интерес у горожанок. Женская часть зала с появлением борцов увеличивалась раз в пять. Большим событием было выступление в Магнитогорском цирке акробата — прыгуна Виталия Лазаренко. От его мастерства все были буквально без ума.Ветеран-журналист Е. Карпов

## Новый Цирк (1975 — н. в.)
Разработку и выполнение оформление цирка ведут специалисты Ленинградского художественного фонда под руководством автора проекта Бориса Федоровича Кренева…Челябинский рабочий № 167 (16776), 19 июля 1975 года

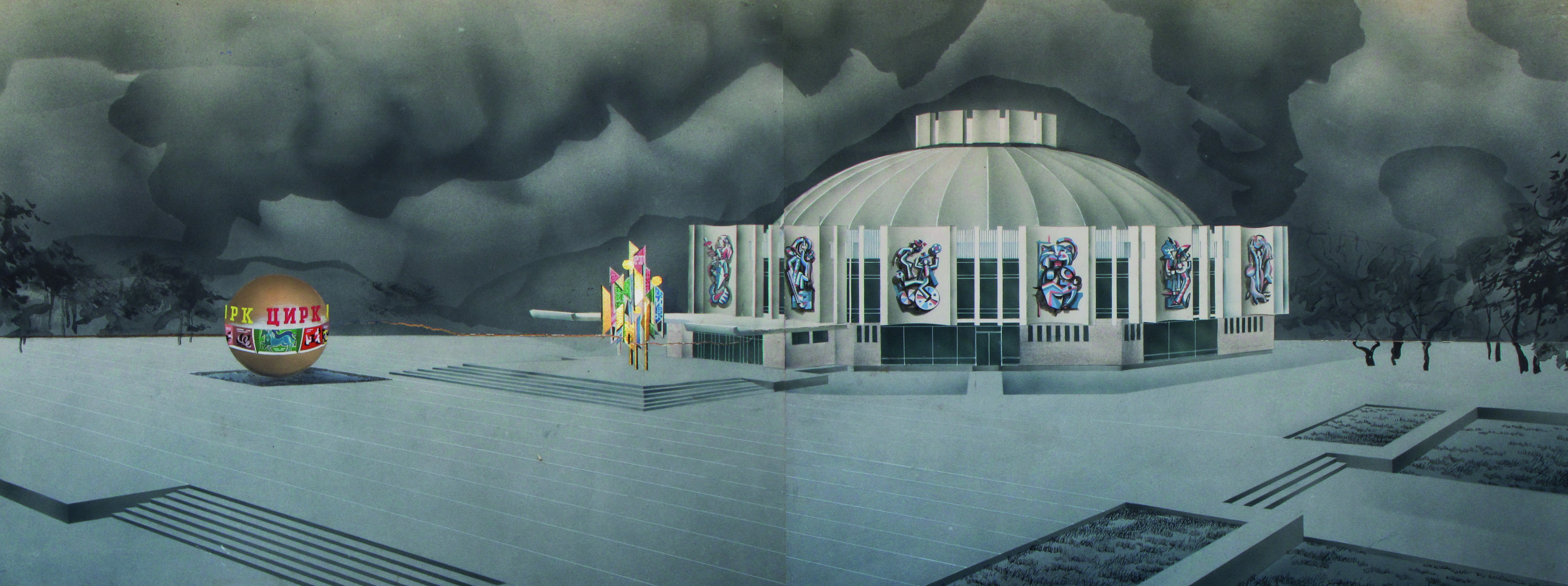
Проект оформления фасадов цирка, 1977 г.

Архитекторами нового фундаментального здания выступили Л. Б. Сегал, Э. С. Акопов, И. А. Шадрин. Обновлённый цирк, рассчитанный на 2000 зрителей, начал свою работу в ноябре 1975 года c торжественного заседания городской общественности, посвящённого 57-й годовщине Октябрьской революции. 30 декабря на цирковое представление были приглашены строители здания. Днём официального открытия является 1 января 1976 года — в 14.00 на манеже состоялось первое коммерческое представление, на которое пришли 1813 зрителей: сбор средств составил 1742 рубля 90 копеек. Открывали новый цирк дрессировщик хищников Вальтер Запашный, дрессировщица собак Ирина Черепцова и высшая школа дрессировки лошадей под руководством Дель-Боске.
Среди директоров были: К. Червоткин, Д. Левицкий, П. Воронцов, А. Воронцов. В 2015—2019 годах директором являлся Хотим Олег Николаевич (в прошлом артист, акробат, дрессировщик). Директор с июля 2019 года — Салов Семён Фёдорович. В настоящее время — Касаткин Дмитрий Николаевич.